# سپیدمهرگان
سپیدمُهرگان (نام علمی: Cypraeidae) نام یک خانواده از راسته پیرابندریختان است.
ابوریحان بیرونی در کتاب صیدنه آورده است که این حلزون‌هایی دریایی را به فارسی سپیذمهره می‌گویند.
به صدف‌هایی از این خانواده که رنگارنگ باشند رنگین‌صدف هم می‌گویند.